# Hradní duo
Hradní duo je rakovnická folkrocková skupina, která vystupuje od roku 1993.

## Současní členové
- Zuzka Hubaczová – flétny, zpěv, akordeon
- Helča Parisová – housle, zpěv
- Kačka Vaidišová – flétny, zpěv
- Emil Fatka – bass, akordein, zpěv
- Jarda Bob Redl – violoncello, mandolína, zpěv
- Lukáš Let – bicí, cajon, percussion, zpěv

## Bývalí členové
- František
- Vlastimil
- Luboš
- Pavel
- Hana
- Zuzana
- Vojta
- Tereza
- Václav
- Martin Rychta
- Lucie
- Milan Zimmermann

## Diskografie
- 1996 Muzikanti, to sú chlapci
- 1997 Vánoční písně a koledy
- 1998 Podobnice
- 2001 Dobrý časy
- 2003 Decennium
- 2004 ...to nejlepčí?...
- 2005 Chodské strašení
- 2005 The Mystery Of Celtic Music II.
- 2005 The Mystery Of Celtic Music II.
- 2006 Trip to celtic
- 2011 Koledy a písně vánoční (Když Panna Maria; Byla cesta, byla ušlapaná; Hej, hej, povím vám; Pásli ovce valaši; Co to znamená?; Co se stalo, povím vám; Zpěv pastýřů; Na štědrej den jsem koukal; Pošťácká koleda; Anděl; Máte-li co, poneste; Prýští sa studená; Nesem vám noviny)
- 2013 XXHD 20 let